# Cratere Loni
Loni è un cratere sulla superficie di Callisto.